# Alexandre II de Vladimir
Pour les articles homonymes, voir Alexandre II.
Alexandre II de Vladimir fut grand-prince de Vladimir de 1326 à 1328.

## Biographie
Fils du grand-prince Michel III de Vladimir et d'Anne de Rostov, il naît le 7 octobre 1301 à Tver.
Grand-prince de Vladimir, il conçoit une haine farouche envers Iouri III de Moscou qui est responsable de la mort de son père et de son frère Dimitri II de Vladimir. Sa lutte contre les tatars n'aboutit pas. Le Khan Özbeg lui pardonne, mais il est déchu en 1328 et il devient prince de Pskov. En 1337, il se rend à la Horde d'or. En 1339, il est grand-duc de Tver ; convoqué de nouveau à la Horde d'or à Saraï à la demande d'Ivan Ier de Russie, le nouveau grand-prince de Moscou, il est mis à mort le 22 ou le 28 octobre 1339 et il est hâché en morceaux avec son fils Fédor.
Il fut le dernier grand-prince indépendant de Vladimir. Le titre sera ensuite porté par le prince, puis grand-prince de Moscou.

## Union et descendance
En 1320, il épouse Anastasie morte en 1365 dont il a :
- Fédor exécuté à Saraï en même temps que son père en 1339
- Vsevolod (1327-1364), grand-duc de Tver de 1346 à 1348
- Marie morte le 17 mars 1399, mariée en 1347 avec Siméon Ier de Russie.
- Juliana morte en 1392 mariée en 1349 avec Olgierd, grand-duc de Lituanie
- Michel (1333-1399) grand-duc de Tver en 1368